# Йоаникий Йерисовски
Йоаникий (на гръцки: Ιωαννίκιος, Йоаникиос) е гръцки духовник, епископ на Цариградската патриаршия.

## Биография
Роден е в халкидическата паланка Леригово. Между 1836 и 1838 година е избран за епископ на Йерисос и Света гора. По време на управлението си около 1860 година мести центъра на Йерисовската епархия от Извор в родното си Леригово. Остава на поста до смъртта си през 1869 година.